# Chalermsak Aukkee
Chalermsak Aukkee (thailändisch เฉลิมศักดิ์ อักขี, * 25. August 1994 in Buriram), auch als Ped (thailändisch เป็ด) bekannt, ist ein thailändischer Fußballspieler.

## Karriere

### Verein
Chalermsak Aukkee erlernte das Fußballspielen in der Schulmannschaft der Muensri Wittayanusorn School sowie in der Jugendakademie des Erstligisten Buriram United. Hier unterschrieb er 2014 auch seinen ersten Vertrag. Im gleichen Jahr wurde er an den Drittligisten Phichit FC ausgeliehen. Mit dem Verein wurde er Vizemeister und stieg somit in die Zweite Liga auf. 2015 wechselte er zum Drittligisten Bangkok Christian College FC. Nach nur einem Jahr ging er nach Ubon Ratchathani und schloss sich dem Zweitligisten Ubon UMT United an. 2016 wurde der Verein Vizemeister. Bis Mitte 2017 absolvierte er für Ubon 25 Spiele. Anfang Juni 2017 unterschrieb er einen Vertrag beim Erstligisten Bangkok Glass, dem heutigen BG Pathum United FC. Die Saison 2019 wurde er mit BG Meister der Thai League 2 und stieg somit in die Thai League auf. Anfang Januar 2020 wurde er an den Erstligaabsteiger Chiangmai FC nach Chiangmai ausgeliehen. Nach der Ausleihe und zehn Zweitligaspielen für Chiangmai kehrte er Ende 2020 zu BG Pathum United zurück. Anfang 2021 unterschrieb er einen Vertrag beim Ligakonkurrenten Police Tero FC in Bangkok. Für Police absolvierte er 56 Ligaspiele. Im Sommer 2023 wechselte er zum ebenfalls in der ersten Liga spielenden Port FC. Hier stand er zwei Spielzeiten unter Vertrag und bestritt 39 Ligaspiele. Nach der Saison 2024/25 wurde sein Vertrag nicht verlängert. Im Juni 2025 schloss sich Aukkee dem Drittligaaufsteiger Burapha United FC an. Mit dem Verein aus Ban Bueng spielt er in der Eastern Region der Liga.

### Nationalmannschaft
Chalermsak Aukkee spielt seit 2022 in der thailändischen Nationalmannschaft. Sein Debüt gab er am 24. März 2022 in einem Freundschaftsspiel gegen Nepal. Im Dezember 2022/Januar 2023 nahm er mit dem Team an der Südostasienmeisterschaft teil. Hier besiegte man in zwei Finalspielen die Mannschaft von Vietnman mit 3:2.

## Erfolge

### Verein
Phichit FC
- Regional League Division 2 – Northern Region: 2014 – Vizemeister  ▲

Ubon UMT United
- Thailändischer Zweitligavizemeister: 2016  ▲

BG Pathum United FC
- Thailändischer Zweitligameister: 2019  ▲

### Nationalmannschaft
- Fußball-Südostasienmeisterschaft: 2022